# Mariano García Muñoz
Mariano García Muñoz (Baños de Montemayor, Cáceres, 9 de marzo de 1939 - 17 de diciembre de 2020) fue un diplomático español. Embajador de España en: Líbano y Chipre (1998-2000); República Federal de Yugoslavia (2000-2003), Serbia y Montenegro (2003-2005).

## Biografía
Mariano García Muñoz era hijo del sargento Mariano García Esteban, el primer y hasta ahora único carrista español condecorado con la más alta distinción, la Cruz Laureada de San Fernando.
Tras licenciarse en Derecho en la Universidad de Madrid (1960), realizó un primer doctorado en Derecho en la Universidad de Navarra (1964), y otro en la London School of Economics (1965). Posteriormente ingresó en la carrera diplomática (1968).   
Su primer destino diplomático le llevó hasta San Salvador donde fue secretario de la Embajada de España (1968-1970). Desde entonces ocupó diversos cargos en las siguientes cancillerías: cónsul de España en Frankfurt (1970-1977); Consejero de Asuntos Económicos y Comerciales y jefe de la oficina comercial en la Embajada de España en Washington D. C. (1981-1985); y ministro consejero Embajada de España en París (1985-1990).
De regreso a España, fue nombrado subdirector general de Relaciones Económicas Multilaterales y embajador en Misión Especial.  
Nombrado cónsul general de España en Burdeos (1992-1997), posteriormente ocupó, ya como embajador, las representaciones diplomáticas de España en el Líbano y Chipre (1997-2000); y en la República Federal Yugoslava - Serbia y Montenegro (2000-2004).
Finalizó su carrera diplomática como cónsul general de España en Toulouse (2004-2006).
Casado con Sylvia Larriu Azpilicueta, el matrimonio tuvo cuatro hijos: Alfonso, Ana, Iñigo y Marta García Larriu.

## Distinciones
Recibió las siguientes distinciones:
- Orden de Isabel la Católica
- Orden del Mérito Civil
- Orden de José Matías Delgado (El Salvador)
- Orden de san Gregorio Magno (Santa Sede)
- Orden del Quetzal (Guatemala)
- Orden Nacional del Mérito (Francia)
- Gran Cruz Oficial del Cedro (Líbano)
- Orden de la Legión de Honor (Francia)
- Soldado Acorazado de Honor de la Brigada Guadarrama XII